# Alter Rhein
Pour les articles homonymes, voir Rhein.
Alter Rhein (en allemand : /ˈaltɐ ˈʁaɪ̯n/ ? Écouter [Fiche]) ou ancien Rhin désigne une partie de l'ancien cours du Rhin entre l'Autriche et la Suisse.

## Géographie et Histoire
Au cours des travaux de correction du Rhin alpin, le cours du Rhin a été canalisé dans sa partie située en amont du lac de Constance. Avant ces travaux, le Rhin était constitué de nombreux bras ; aujourd'hui, il a un cours endigué et canalisé. Il résulte de ces travaux, un bras mort du Rhin. Entre cet ancien Rhin et l'actuel se trouve la réserve naturelle delta du Rhin.

## Sources et bibliographie
- (de) Cet article est partiellement ou en totalité issu de l’article de Wikipédia en allemand intitulé « Alter Rhein » (voir la liste des auteurs).